# Delias roepkei
Delias roepkei is een vlindersoort uit de familie van de Pieridae (witjes), onderfamilie Pierinae.
Delias roepkei werd in 1955 beschreven door Sanford & Bennett.